# Weltervikt i fristil i brottning vid olympiska sommarspelen 1996
Herrarnas brottningsturnering i fristil i viktklassen weltervikt vid olympiska sommarspelen 1996 avgjordes i Atlanta i Georgia World Congress Center. 

## Medaljörer
| Klass      | Guld                        | Silver                    | Brons              |
| Weltervikt | Buvaisar Saitiev · Ryssland | Park Jang-Soon · Sydkorea | Takuya Ota · Japan |

## Resultat
Guld- och silvermedaljörerna korades genom en klassisk turnering där vinnaren i finalen erhöll guld, och förloraren silver. Förlorarna från omgång ett fram till semifinalen fick återkvala och vinnaren fick till slut brons.
- TO — Vinst genom fall
- PA — Vinst genom att motståndaren skadats

### Huvudtabell

#### Runda 1
| Brottare 1               | Poäng  | Brottare 2                   |
| ------------------------ | ------ | ---------------------------- |
| David Hohl (CAN)         | 3 - 4  | Boris Budayev (UZB)          |
| Reinold Ozoline (AUS)    | 7 - 15 | Valeri Verhusin (MKD)        |
| Takuya Ota (JPN)         | 11 - 0 | Felipe Guzmán (MEX)          |
| Árpád Ritter (HUN)       | 3 - 5  | Igor Kozyr (BLR)             |
| Park Jang-Soon (KOR)     | 4 - 1  | Magomed Salam Gadzhiev (AZE) |
| Magomed Kurugliyev (KAZ) | 1 - 7  | Victor Peicov (MDA)          |
| Radion Kertanti (SVK)    | 4 - 3  | Turan Ceylan (TUR)           |
| Alberto Rodríguez (CUB)  | 1 - 1  | Kenny Monday (USA)           |
| Buvaisar Saitiev (RUS)   | 8 - 0  | Issa Momeni (IRI)            |
| Alexander Leipold (GER)  | 6 - 0  | Lazaros Loizidis (GRE)       |
| Anthony Avom (CMR)       | 0 - 10 | Plamen Paskalev (BUL)        |

#### Åttondelsfinaler
| Brottare 1             | Poäng | Brottare 2              |
| ---------------------- | ----- | ----------------------- |
| Boris Budayev (UZB)    | TO    | Valeri Verhusin (MKD)   |
| Takuya Ota (JPN)       | 4 - 1 | Igor Kozyr (BLR)        |
| Park Jang-Soon (KOR)   | 3 - 0 | Victor Peicov (MDA)     |
| Radion Kertanti (SVK)  | 1 - 5 | Kenny Monday (USA)      |
| Buvaisar Saitiev (RUS) | 3 - 1 | Alexander Leipold (GER) |
| Plamen Paskalev (BUL)  |       | Bye                     |

#### Kvartsfinaler
| Brottare 1             | Poäng  | Brottare 2            |
| ---------------------- | ------ | --------------------- |
| Plamen Paskalev (BUL)  | 12 - 0 | Valeri Verhusin (MKD) |
| Takuya Ota (JPN)       | 0 - 5  | Park Jang-Soon (KOR)  |
| Kenny Monday (USA)     |        | Bye                   |
| Buvaisar Saitiev (RUS) |        | Bye                   |

#### Semifinaler
| Brottare 1            | Poäng | Brottare 2             |
| --------------------- | ----- | ---------------------- |
| Plamen Paskalev (BUL) | 3 - 5 | Park Jang-Soon (KOR)   |
| Kenny Monday (USA)    | 1 - 6 | Buvaisar Saitiev (RUS) |

#### Final
| Brottare 1           | Poäng | Brottare 2             |
| -------------------- | ----- | ---------------------- |
| Park Jang-Soon (KOR) | 0 - 5 | Buvaisar Saitiev (RUS) |

### Återkval

#### Omgång 2
| Brottare 1                   | Poäng  | Brottare 2               |
| ---------------------------- | ------ | ------------------------ |
| David Hohl (CAN)             | 11 - 5 | Reinold Ozoline (AUS)    |
| Felipe Guzmán (MEX)          | 0 - 12 | Árpád Ritter (HUN)       |
| Magomed Salam Gadzhiev (AZE) | 4 - 0  | Magomed Kurugliyev (KAZ) |
| Turan Ceylan (TUR)           | 0 - 7  | Alberto Rodríguez (CUB)  |
| Issa Momeni (IRI)            | 3 - 0  | Lazaros Loizidis (GRE)   |
| Anthony Avom (CMR)           |        | Bye                      |

#### Omgång 3
| Brottare 1              | Poäng  | Brottare 2                   |
| ----------------------- | ------ | ---------------------------- |
| Anthony Avom (CMR)      | 0 - 10 | David Hohl (CAN)             |
| Árpád Ritter (HUN)      | 2 - 3  | Magomed Salam Gadzhiev (AZE) |
| Alberto Rodríguez (CUB) | 4 - 1  | Issa Momeni (IRI)            |
| Boris Budayev (UZB)     | 4 - 2  | Igor Kozyr (BLR)             |
| Victor Peicov (MDA)     | 5 - 0  | Radion Kertanti (SVK)        |
| Alexander Leipold (GER) |        | Bye                          |

#### Omgång 4
| Brottare 1                   | Poäng  | Brottare 2              |
| ---------------------------- | ------ | ----------------------- |
| Alexander Leipold (GER)      | 10 - 2 | David Hohl (CAN)        |
| Magomed Salam Gadzhiev (AZE) | 6 - 2  | Alberto Rodríguez (CUB) |
| Boris Budayev (UZB)          | 3 - 5  | Victor Peicov (MDA)     |
| Valeri Verhusin (MKD)        | 0 - 7  | Takuya Ota (JPN)        |

#### Omgång 5
| Brottare 1              | Poäng | Brottare 2                   |
| ----------------------- | ----- | ---------------------------- |
| Alexander Leipold (GER) | 3 - 0 | Magomed Salam Gadzhiev (AZE) |
| Victor Peicov (MDA)     | 4 - 5 | Takuya Ota (JPN)             |

#### Omgång 6
| Brottare 1            | Poäng | Brottare 2              |
| --------------------- | ----- | ----------------------- |
| Plamen Paskalev (BUL) | 8 - 4 | Alexander Leipold (GER) |
| Takuya Ota (JPN)      | 4 - 2 | Kenny Monday (USA)      |

#### Bronsmatch
| Brottare 1            | Poäng | Brottare 2       |
| --------------------- | ----- | ---------------- |
| Plamen Paskalev (BUL) | 3 - 5 | Takuya Ota (JPN) |